# Gorgopas (bướm)
Gorgopas là một chi bướm ngày thuộc họ Bướm nâu.

## Các loài
- Gorgopas agylla
- Gorgopas capitans
- Gorgopas chlorocephala
- Gorgopas cupreus
- Gorgopas gutta
- Gorgopas hybridus
- Gorgopas metallica
- Gorgopas petale
- Gorgopas sneiderni
- Gorgopas trochilus
- Gorgopas viridiceps